# Fiesta del PCE

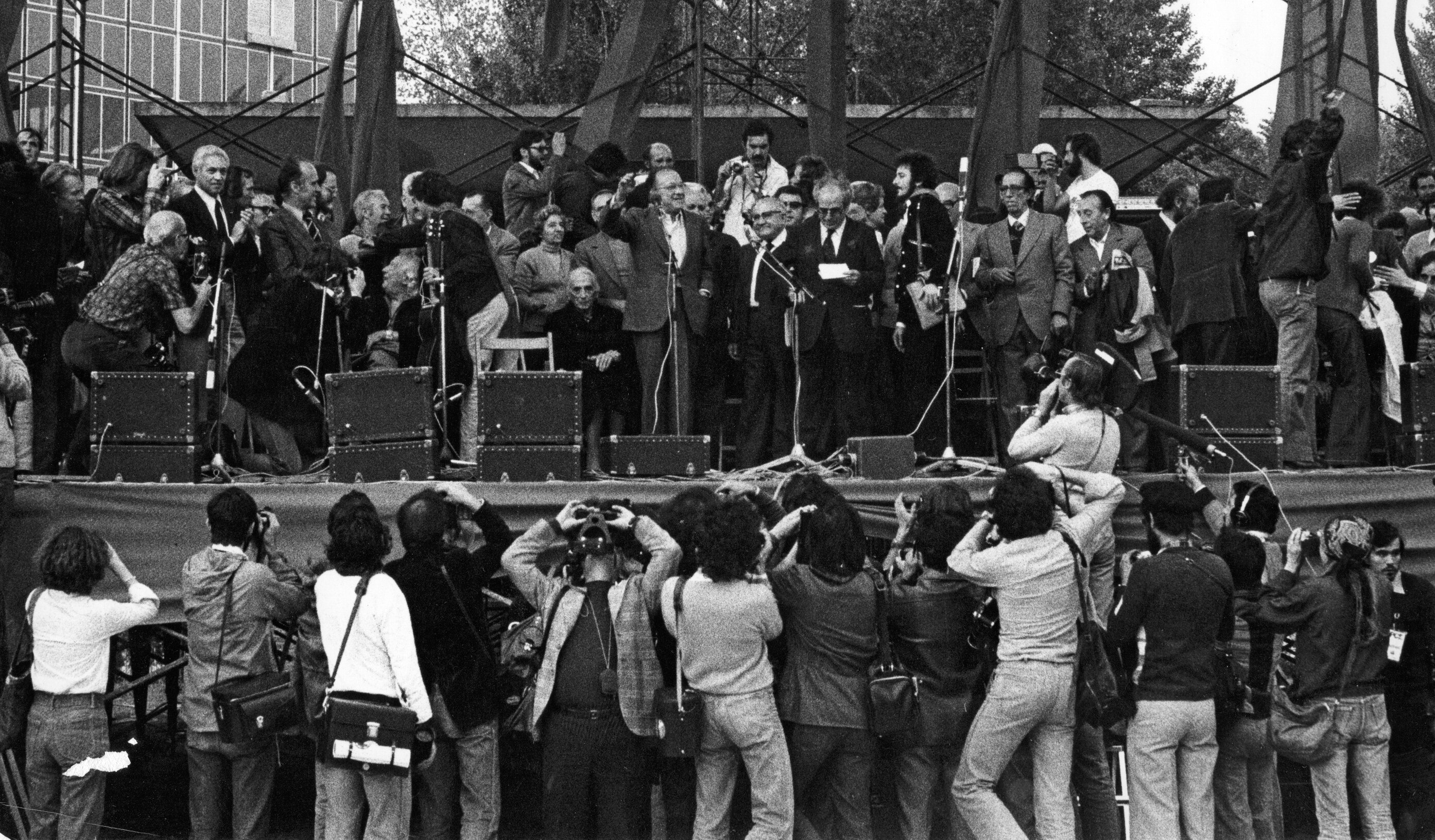
Primera fiesta del PCE en la Casa de Campo de Madrid (1978). Día de clausura.

La Fiesta del PCE es la fiesta que celebra anualmente el Partido Comunista de España (PCE) en Madrid. Tiene lugar durante el mes de septiembre, la tercera semana normalmente.
Es uno de los acontecimientos políticos y culturales del año en la capital de España, en el que se combinan actos de índole social, político y solidarios, junto con mercadillos populares, conferencias sobre diversos temas de actualidad, homenajes, conciertos, arte, cine... y actividades gastronómicas y culturales de todo tipo.
La militancia del Partido Comunista de España participa muy activamente en la celebración de la misma. El Secretario General del PCE suele intervenir en un discurso a los asistentes de la Fiesta sobre cuestiones de la actualidad política del momento. 

El gremio de actores se significó durante esos años en contra del régimen, culminando sus protestas en una huelga que llevó a algunos de ellos a los calabozos de la DGS. Ese año, primero que se celebró la fiesta en la Casa de Campo, les cupo la distinción de ocuparse del servicio de orden de la zona del escenario.

Una de las señas de identidad de la Fiesta son sus conciertos multitudinarios, por los que han pasado numerosos autores y grupos musicales españoles y de otras nacionalidades. Nombres propios como  Rosendo Mercado, Camarón de la Isla, Paco de Lucía, Ana Belén, Víctor Manuel, Joaquín Sabina, El canto del loco, Reincidentes, Boikot, Silvio Rodríguez, Pablo Milanés, Joan Manuel Serrat, Labordeta, Barricada, La Banda Trapera del Río, Kiko Veneno, Ismael Serrano, Celtas Cortos, Chambao, Los Chikos del Maíz y otros muchos, están ligados a la historia de la Fiesta.

## Historia

La primera fiesta del PCE celebrada en la Casa de Campo aglutinó y fue una alegría para todos los grupos de izquierda, así pudieron verse ondear banderas ácratas (anarquistas)

La primera Fiesta del PCE tuvo lugar el 12 de junio de 1977, domingo, poco después de la legalización del PCE. En esta primera ocasión asistieron 300.000 personas, llenado la campa de la localidad de Torrelodones (Madrid) en medio de una intensa lluvia que no arredró a los participantes.
La primera fiesta del PCE se celebró los días 15 y 16 de octubre de 1977, en la Casa de Campo de Madrid, anteriormente se celebró una fiesta en Torrelodones, el 12 de junio de 1977, pero son las de la Casa de Campo las que marcan el inicio por así decirlo.

En años sucesivos, el recinto de la Fiesta se ubicó en la Casa de Campo de Madrid (estación de Lago, línea 10) y Alto de Extremadura (línea 6). En 1978 la cifra de asistentes se fue de alrededor medio millón de personas. Los años siguientes siguió acogiendo a cientos de miles de personas durante los días de su celebración.

1.ª fiesta en la Casa de Campo 1978 - Momentos
Alegría en todos los grupos.
Lleno en las gradas, enmarcado por el saludo anarquista de aquella época.
Acompañando a La Bullonera

En 2007 se celebró el 30 aniversario, con menor asistencia debido entre otras cosas a la Noche en Blanco que programó el Ayuntamiento de Madrid para el mismo fin de semana. Se celebró además sin la habitual zona de acampada, los ingresos fueron menores y hubo varios problemas; por lo que en 2008 se decidió suspender la fiesta para el mes de septiembre, pensando en la posibilidad de realizarla en la primavera de 2009.

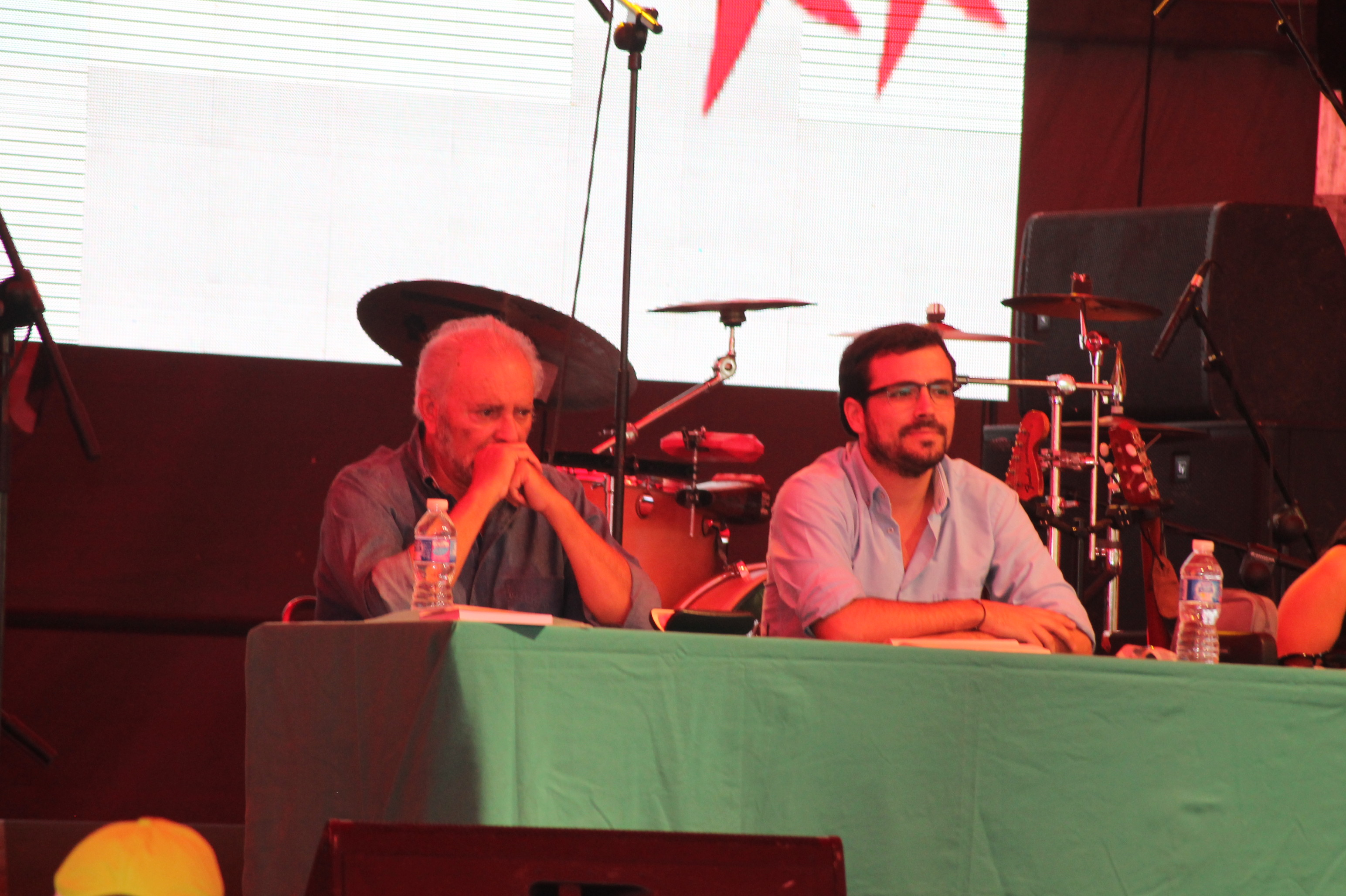
Julio Anguita y Alberto Garzón en la Fiesta del PCE, 2015.

La Fiesta de 2009 se celebró en Córdoba los días 18, 19 y 20 de septiembre. El lugar escogido para su celebración fue el Recinto Ferial El Arenal. Desde 2010 la Fiesta del PCE volvió a celebrarse en la Comunidad de Madrid, en el parque Dolores Ibárruri de San Fernando de Henares (metro Jarama, línea 7).

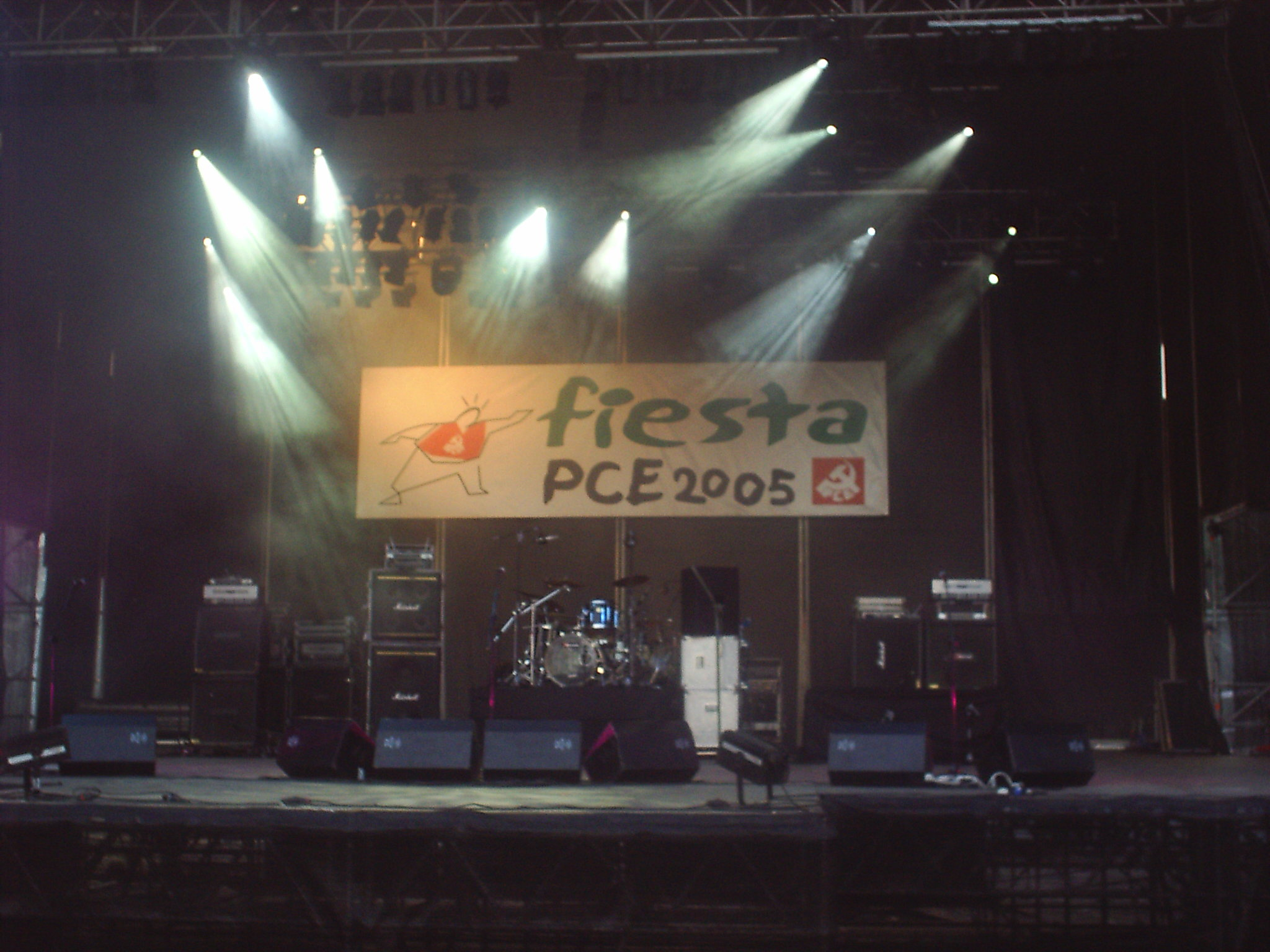
Fiesta PCE, 2005.
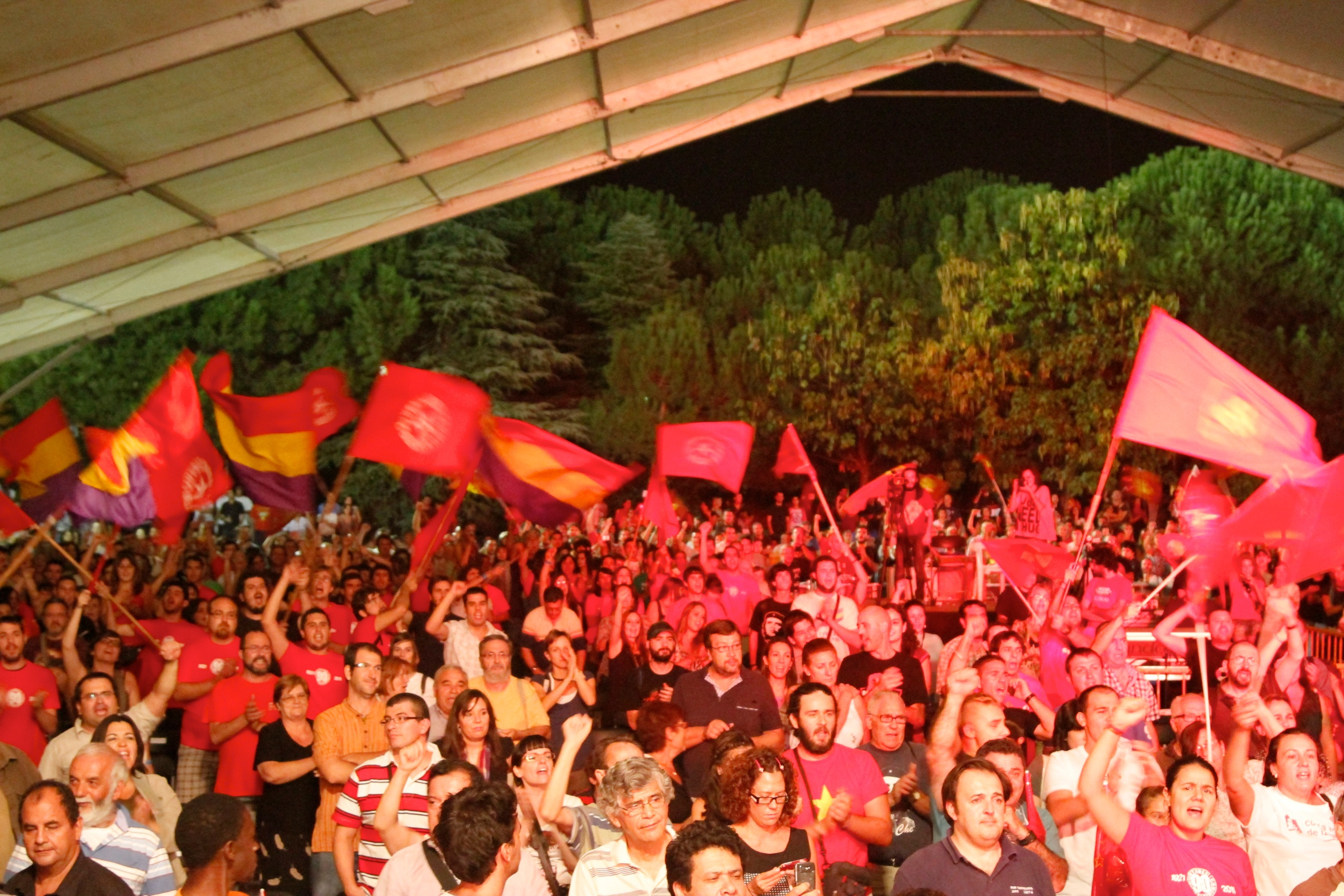
Fiesta PCE, 2011.
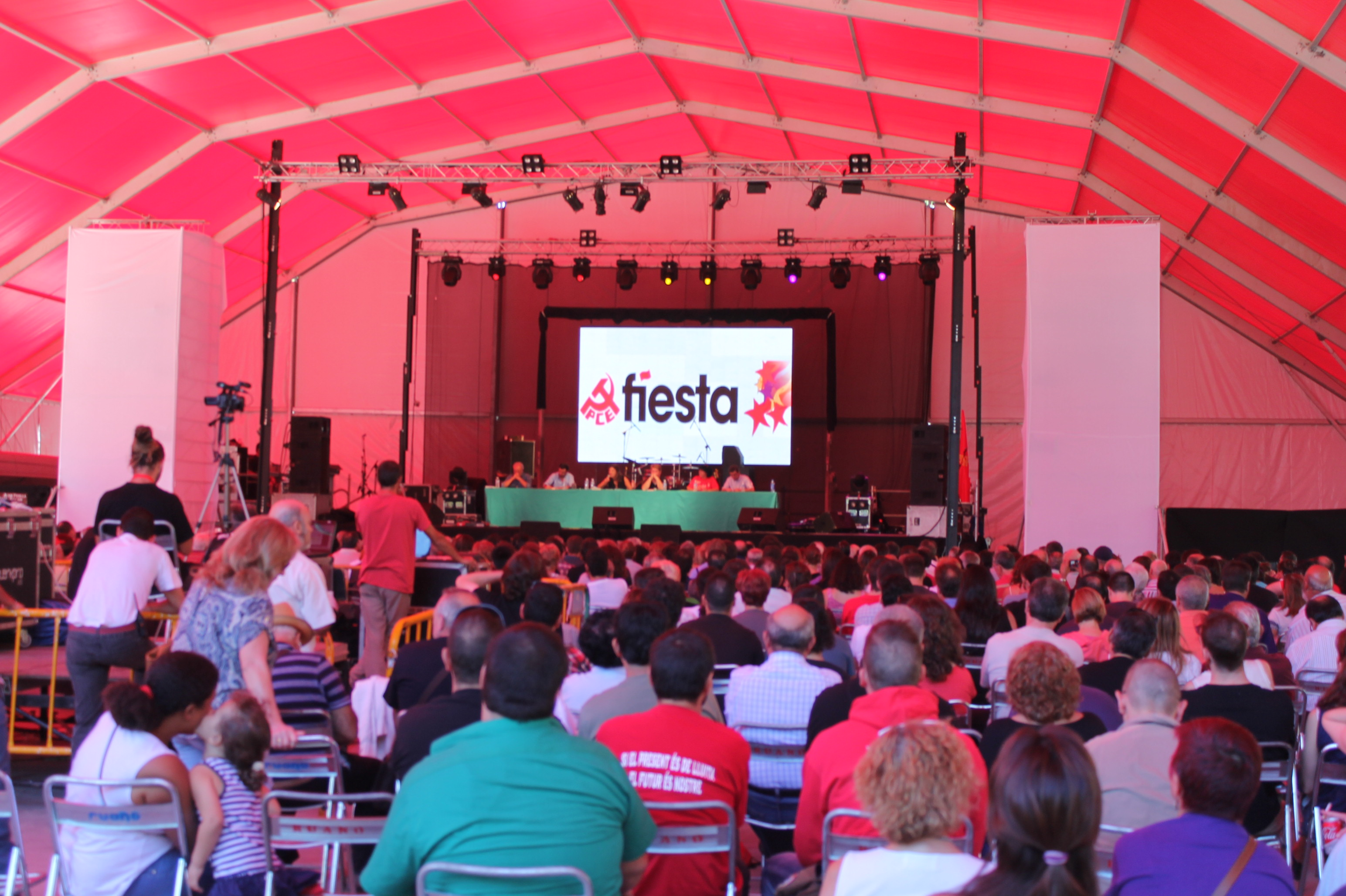
Fiesta PCE, 2015.